# 자르비스섬

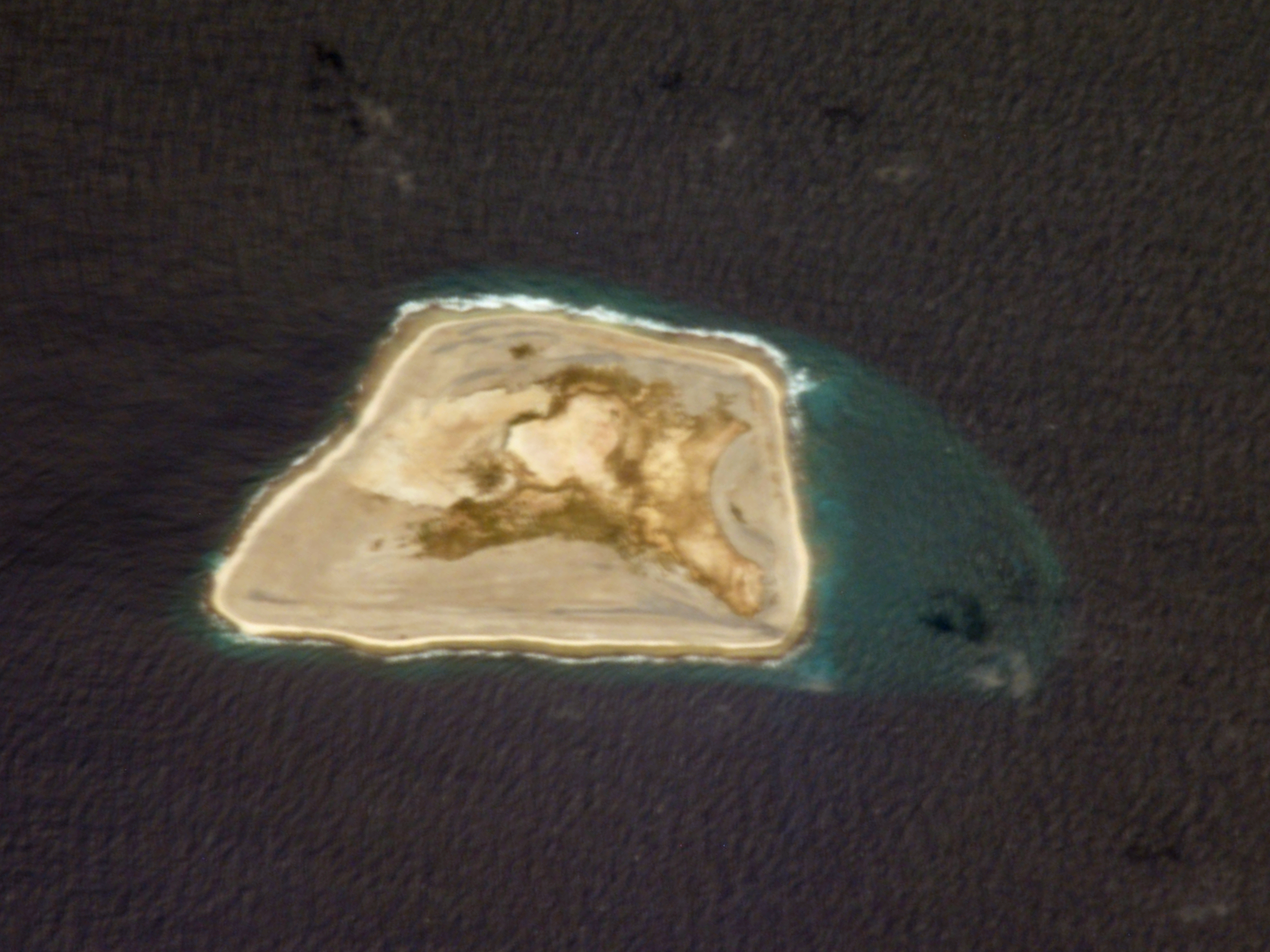

자르비스섬(Jarvis Island)은 남태평양에 있는 무인도로, 미국령의 해외 영토이다. 하와이 제도와 쿡 제도의 중간 정도에 위치한 이 섬의 총 면적은 4.5km2이고 해안선의 길이는 8km, 가장 높은 고도는 7m이다. 1821년 영국인에 의해 처음 발견되었지만 영국정부는 1889년 주권 선포 이후 추가 조치를 취하지 않았고, 이후 1935년에 미국이 섬을 점령하고 주권을 선포하여 미국의 영토가 되었다. 서쪽에 등대가 있다. 섬에서는 담수를 구할 수 없다.